# Neuvy-en-Dunois
Neuvy-en-Dunois település Franciaországban, Eure-et-Loir megyében. Lakosainak száma 305 fő (2022. január 1.). Neuvy-en-Dunois Villars, Bullainville, Sancheville és Éole-en-Beauce községekkel határos.

## Népesség
A település népességének változása:
| Lakosok száma | 398  | 259  | 257  | 313  | 332  | 315  | 310  | 306  | 304  | 305  |
|               | 1968 | 1982 | 1990 | 2006 | 2013 | 2015 | 2017 | 2019 | 2020 | 2022 |